# Балч-Крик
Балч-Крик (англ. Balch Creek) —  ручей длиной 5,6 км, приток реки Уилламетт в штате Орегон, США.

## Описание
Начиная с гребня гор Туалатин (Уэст-Хилс), ручей течёт в основном на восток вниз по каньону вдоль Нортуэст-Корнелл-роуд в неинкорпорированном округе Малтнома и через часть парка Маклей в Форест-парке, большом муниципальном парке в Портленде. В нижней части парка ручей входит в трубу и остаётся под землей, пока не достигнет реки. Дэнфорд Балч, в честь которого назван ручей, урегулировал земельный спор вдоль ручья в середине XIX века. Убив своего зятя, он стал первым человеком, законно повешенным в Орегоне.
Базальт, в основном покрытый илом на возвышенностях и осадками в низинах, лежит в основании бассейна ручья Балч-Крик. Верхняя часть бассейна включает в себя частные жилые земли, природный заповедник Общества Одюбона в Портленде и часть Форест-Парка. Растительность представлена смешанным хвойным лесом из Pseudotsuga menziesii var. menziesii, складчатой туи и западной тсуги с хорошо развитым подлеском из кустарников и цветущих растений. Шестьдесят два вида млекопитающих и более 112 видов птиц обитают в Форест-Парк. В ручье обитает небольшая популяция Oncorhynchus clarkii clarkii. В 2005 году этот водоём был единственным крупным водоёмом в Портленде, который соответствовал государственным стандартам по содержанию бактерий, температуре и растворенному кислороду.
Хотя большую часть верхней и средней части бассейна занимают природные заповедники, в нижней части преобладают промышленные объекты. Историческое озеро Гилдс занимало часть нижней части бассейна вплоть до XIX века, а в 1905 году городские власти провели там, на искусственном острове, Выставку столетия Льюиса и Кларка. После выставки застройщики переоборудовали озеро и его окрестности в промышленные объекты, а в 2001 году городской совет Портленда объявил это место «промышленным заповедником».